# Clemmons
Clemmons è una città degli Stati Uniti d'America, situata nella Contea di Forsyth nello Stato della Carolina del Nord.